# Казенав, Анни
Температура растет, ледники тают, океаны становятся теплее, уровень моря поднимается, – и эти наблюдения являются абсолютно однозначными.
Анни Казенав (Anny Cazenave, урождённая Boistay; род. 3 марта 1944 года, Дравей, Франция) — французский учёный в области геодезии и океанографии.
Эмерит-научный сотрудник Laboratoire d'études en géophysique et océanographie spatiales Национального центра космических исследований Франции, где в 1996—2007 годах являлась заместителем директора, и с 2013 года директор по наукам о Земле International Space Science Institute (Швейцария).
Член Французской АН (2004), иностранный член НАН США (2008) и Индийской национальной академии наук (2012).
Докторскую степень по геофизике получила в Тулузском университете в 1975 году, с работой по вращению Земли. В 1981—2000 годах читала лекции там же, а также в 1983—1988 годах — в Университете Пьера и Марии Кюри и в 1975—1983 годах — в Высшей национальной школе передовых технологий.
Автор более 220 статей в реферируемых международных журналах, публиковалась в частности в Nature Climate Change.
Член Европейской академии (1990) и Королевской бельгийской академии (2014).
Фелло Американского геофизического союза (1996) и Американской ассоциации содействия развитию науки (2012).

## Награды и премии
- Дважды лауреат премии Doisteau-Blutet Французской АН (1979, 1990)
- Бронзовая медаль Национального центра научных исследований (1980)
- Премия Kodak-Pathé-Landucci Французской АН (1996)
- Vening Meinesz Medal[нем.] (1999)
- Arthur Holmes Medal[нем.], EGU (2005)
- William Bowie Medal[англ.] (2012), высшая награда Американского геофизического союза
- BBVA Foundation Frontiers of Knowledge Award (2018)
- Премия Ветлесена (2020)

Великий офицер ордена «За заслуги» (2015, командор 2007, офицер 1997, кавалер 1981).
Офицер ордена Почётного легиона (2010, кавалер 2000).